# 'A morte 'e Carnevale
'A morte 'e Carnevale (La morte di Carnevale) è una commedia in tre atti scritta da Raffaele Viviani nel 1928.

## Trama

### Primo atto
La storia è ambientata alla fine degli anni venti, precisamente nel 1928 e parla dell'esilarante figura di Pasquale Capuozzi, detto Carnevale, per la sua stazza molto grossa. 
Carnevale è un usuraio, presta i soldi con interessi del 300% persino al nipote Rafele, o spesso non li nega, come al Cantante o a Don Gennaro. 
Carnevale tempo addietro aveva assunto come domestica 'Ntunetta, una giovane che in seguito è restata in casa di Carnevale, diventando quasi una moglie.
A metà del primo atto, Carnevale accusa un malore al cuore dopo un litigio con il nipote sempre per la ragione del prestito del danaro, e 'Ntunetta e Rafele da una parte provano dispiacere, ma dall'altra sono felici per l'eventuale eredità che il vecchio potrebbe lasciare loro.
Si susseguono una serie di scene esilaranti che vedono come protagonista il vecchio avaro, come ad esempio l'arrivo dei becchini prima della sua morte: poco prima di morire Carnevale, infatti, si mostra pentito per i peccati commessi in vita, ed è disperato con il nipote, al quale confessa tutte le sue malefatte, come la morte della figlia, della vera moglie, e soprattutto le grandi somme di danaro prestato, incassato in seguito con interessi altissimi.
La scena del primo atto si chiude con Carnevale che accanto al notaio detta il testamento, fermandosi però alla frase: "Lascio ..." stuzzicando la suspense negli spettatori.

### Secondo atto
Nel secondo atto, Carnevale è morto e la scena non è più nel suo basso ma in un vicolo. Suo nipote Rafele, speranzoso di aver avuto una buona eredità, si è dedicato a spese folli accumulando debiti per 400-500 lire. Segue la scoperta del testamento di Carnevale che alla fine si rivela inutile per 'Ntunetta e Rafele, che avevano progettato, alla morte di Carnevale, di sposarsi, unendo le due eventuali somme di eredità. Il testamento recita, invece, solo: "Trenta lire al mese a 'Ntunetta. E tutto il resto alle opere pie".
Rafele capisce che lo zio ha voluto fare una buona azione prima di morire, rovinandolo a causa dei debiti nel frattempo accumulati. Nonostante questo, Rafele e 'Ntunetta decidono lo stesso di sposarsi, e Ntunetta sulla fine del secondo atto rivela che aveva conservato centomila lire, quando era giovane, per assicurarsi la vecchiaia, con ovvia soddisfazione di Rafele.

### Terzo atto
Nel terzo atto, la scena torna nel basso di Carnevale, dove è sera, e vari personaggi come Don Andrea o Federico 'o tranviere disturbano la quiete di 'Ntunetta raccontandole storie di morti, di spiriti e di anime vaganti. La rivelazione del terzo atto, nonché di tutta la commedia, è l'arrivo del custode del camposanto che rivela a 'Ntunetta che la bara deposta al cimitero, dalla quale sembravano provenire dei sinistri rumori, era stata aperta per sincerarsi che Carnevale fosse veramente deceduto. All'apertura del feretro si scopre l'errore: Carnevale è ancora vivo, e la finta morte manda a monte i piani di 'Ntunetta e di Rafele.

## Rappresentazioni
Due sono le interpretazioni più celebri, entrambe con Luisa Conte nel ruolo di 'Ntunetta: la prima del 1960 e la seconda del 1982, quest'ultima con Nino Taranto (nel ruolo di Rafele) e con Carlo Taranto (nel ruolo del protagonista Carnevale)